# Hiroshi Narazaki
Hiroshi Narazaki (japanisch 奈良﨑 寛 Narazaki Hiroshi; * 1. Juni 1981 in der Präfektur Fukuoka) ist ein ehemaliger japanischer Fußballspieler.

## Karriere
Narazaki erlernte das Fußballspielen in der Schulmannschaft der Higashi Fukuoka High School und der Universitätsmannschaft der Fukuoka-Universität. Seinen ersten Vertrag unterschrieb er 2004 bei den Sagan Tosu. Der Verein spielte in der zweithöchsten Liga des Landes, der J2 League. Für den Verein absolvierte er 42 Ligaspiele. Ende 2006 beendete er seine Karriere als Fußballspieler.